# Миня (област)
 Тази статия е за областта Миня.  За едноименният град вижте Миня (град).  
Миня (на арабски: محافظة المنيا) е мухафаза в централната част на Египет. Административен център е град Миня.